# Cantó de Bònac
El cantó de Bònac és un cantó francès del departament de Cruesa, situat al districte de Garait. Té 13 municipis i el cap és Bònac.

## Municipis
- Bònac
- Le Borg d'Hem
- Chambon Senta Crotz
- Champ Sanglard
- Chamniers
- La Forest dau Temple
- Linard
- L'Ordoir
- Mala Val
- Mesnes
- Mortròu
- Mostier Malcard
- Noseròles

## Història
| Data d'elecció                           | Identitat        | Partit                     | Qualitat |
| ---------------------------------------- | ---------------- | -------------------------- | -------- |
| 1967-1979                                | Jean Pinton      | Divers droite              |          |
| 1979-1985                                | Nelly Commergnat | PS                         |          |
| 1985-1992                                | René Le Caignec  | Divers droite              |          |
| 1992-                                    | Jean Commergnat  | Divers gauche, després PRG |          |
| les dades anteriors no són pas conegudes |                  |                            |          |
|                                          |                  |                            |          |

## Demografia
| 1962  | 1968  | 1975  | 1982  | 1990  | 1999  | 2006  |
| ----- | ----- | ----- | ----- | ----- | ----- | ----- |
| 7.039 | 7.742 | 6.642 | 6.150 | 5.738 | 5.342 | 5.214 |